# Vjačeslav Voronin
Vjačeslav Nikolajevič Voronin (rusky Вячеслав Николаевич Воронин; * 5. dubna 1974, Vladikavkaz) je bývalý ruský sportovec, atlet, jehož specializací byl skok do výšky.
Je mistrem světa a halovým mistrem Evropy. Reprezentoval na letních olympijských hrách v Sydney 2000, kde obsadil desáté místo, na letních hrách 2004 v Athénách skončil devátý a na olympiádě v Pekingu neprošel sítem kvalifikace.

## Osobní rekordy
- hala - (237 cm - 5. březen 2000, Glasgow)
- venku - (240 cm - 5. srpen 2000, Londýn)